# Gassum Sogn
Gassum Sogn er et sogn i Randers Nordre Provsti (Århus Stift).
I 1800-tallet var Gassum Sogn anneks til Spentrup Sogn. Begge sogne hørte til Nørhald Herred i Randers Amt. Gassum Sogn tilhørte Spentrup-Gassum Kommune fra 1842 til 1970. Kommunen blev ved kommunalreformen i 1970 indlemmet i Purhus Kommune, som ved strukturreformen i 2007 indgik i Randers Kommune.
I Gassum Sogn ligger Gassum Kirke.
I sognet findes følgende autoriserede stednavne:
- Allestrupgård Skov (bebyggelse)
- Balgårde (bebyggelse)
- Dyrby (bebyggelse, ejerlav)
- Dyrby Krat (areal, bebyggelse)
- Dyrby Mark (bebyggelse)
- Dyssehuse (bebyggelse)
- Galgehøj (areal)
- Gassum (bebyggelse, ejerlav)
- Hvidsten (bebyggelse, ejerlav)
- Kåtrup (bebyggelse)
- Nedergårde (bebyggelse)
- Rævbjerg (areal)
- Skravkær (areal)
- Sparrehuse (bebyggelse)